# 现代艺术陈列馆

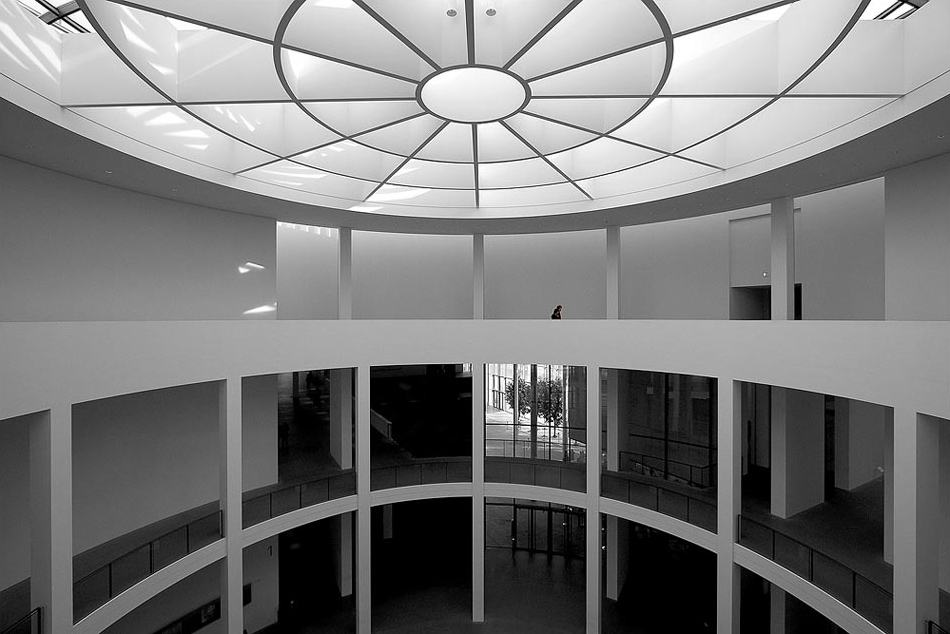
现代艺术陈列馆圆形大厅

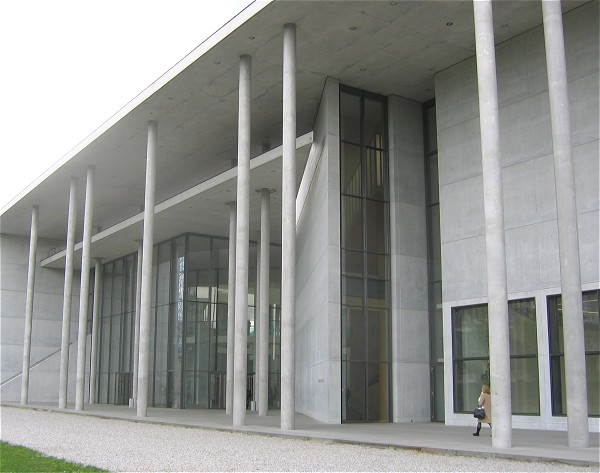
现代艺术陈列馆外观

位于慕尼黑艺术区（慕尼黑第 3 区 Maxvorstadt）Barer大街的现代艺术陈列馆是一座于 2002 年落成的博物馆建筑，此陈列馆囊括了四个独立的博物馆，涵盖四个不同的门类:
- 艺术区：现代艺术收藏区（也是巴伐利亚国家绘画收藏的一部分），

- 版画区：慕尼黑国家版画收藏

- 建筑区：慕尼黑工业大学建筑博物馆

- 设计区：新收藏 - 设计博物馆

### 图案设计收藏

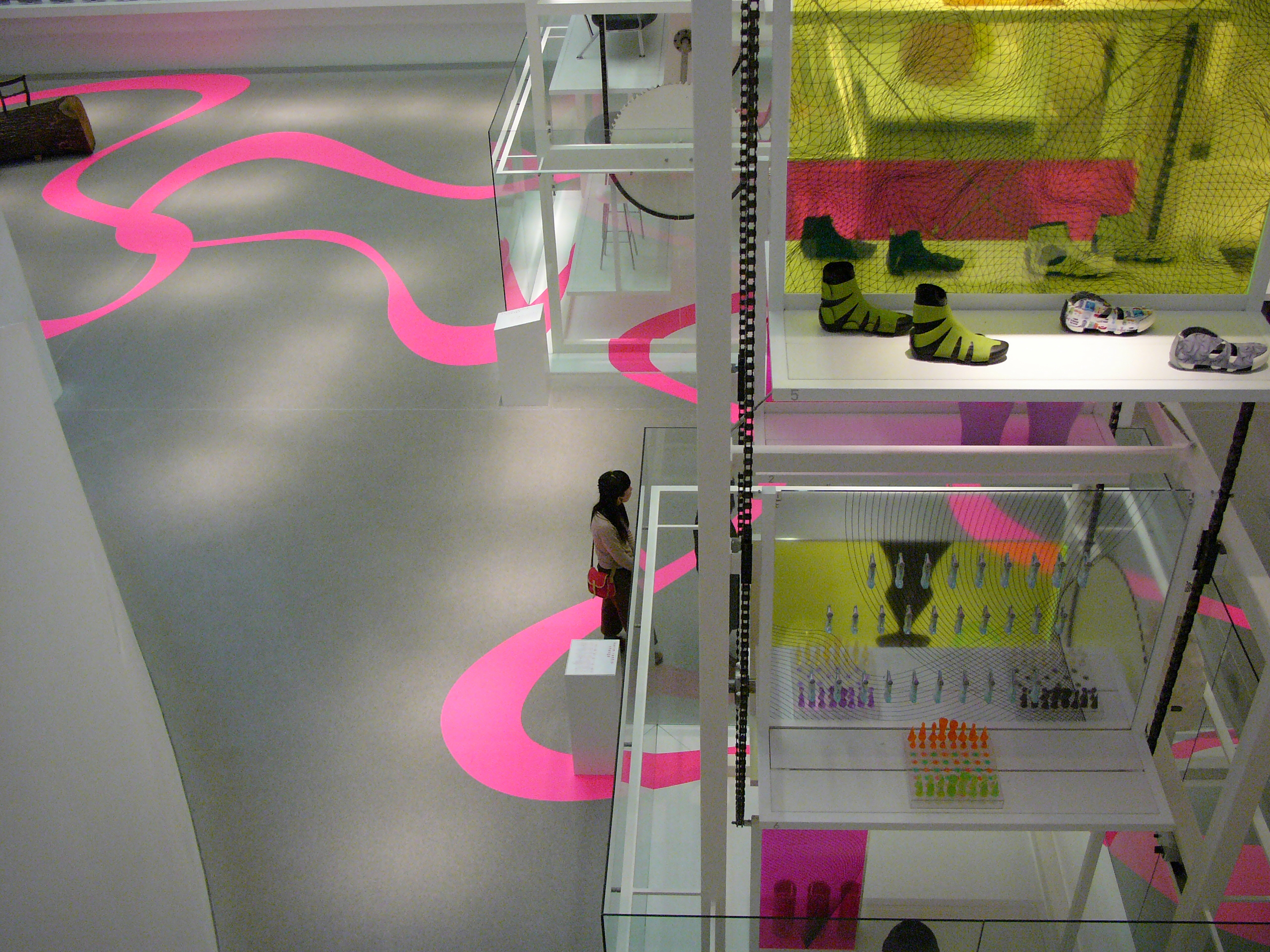
现代艺术陈列馆的图案设计